# 磅德拉拉县
磅德拉拉县，一译磅得叻县，是柬埔寨磅清扬省下辖的一个县。
柬埔寨古代首都洛韦位于该城。洛韦在1431年吴哥城沦陷之后曾被当作柬埔寨的首都。